# Liste des députés de la Ire législature de la Quatrième République
Cet article donne la liste par ordre alphabétique des députés français de la Ire législature de la IVe République (1946-1951), proclamés élus les 10 novembre 1946.
Cette législature, ouverte le 28 novembre 1946, a été clôturée le 3 juillet 1951.
- Haut – A
- B
- C
- D
- E
- F
- G
- H
- I
- J
- K
- L
- M
- N
- O
- P
- Q
- R
- S
- T
- U
- V
- W
- X
- Y
- Z

## A
| Nom | Nom                             |  | Groupe                                            | Circonscription                      |
| --- | ------------------------------- |  | ------------------------------------------------- | ------------------------------------ |
|     | Pierre Abelin                   |  | Mouvement républicain populaire                   | Vienne                               |
|     | Georges Ahnne                   |  | Union démocratique et socialiste de la Résistance | Établissements français de l'Océanie |
|     | Julien Airoldi                  |  | Communiste                                        | Rhône                                |
|     | Martin Aku                      |  | Union républicaine et résistante                  | Territoire du Togo                   |
|     | Eugène Alliot                   |  | Communiste                                        | Seine-et-Oise                        |
|     | Auguste Allonneau               |  | Section française de l'Internationale ouvrière    | Maine-et-Loire                       |
|     | Octave Amiot                    |  | Mouvement républicain populaire                   | Allier                               |
|     | Pierre André                    |  | Parti républicain de la liberté                   | Meurthe-et-Moselle                   |
|     | Yves Angeletti*                 |  | Communiste                                        | Marne                                |
|     | Paul Antier                     |  | Centre républicain d'union paysanne et sociale    | Haute-Loire                          |
|     | Paul Anxionnaz                  |  | Républicain radical et radical-socialiste         | Marne                                |
|     | Sourou Migan Apithy             |  | Députés non-inscrits                              | Territoire du Dahomey                |
|     | Charles d'Aragon                |  | Mouvement républicain populaire                   | Hautes-Pyrénées                      |
|     | Georges Archidice               |  | Section française de l'Internationale ouvrière    | Lot                                  |
|     | Gerty Archimède                 |  | Communiste                                        | Guadeloupe                           |
|     | Franck Arnal                    |  | Section française de l'Internationale ouvrière    | Var                                  |
|     | René Arthaud                    |  | Communiste                                        | Vaucluse                             |
|     | Louis Asseray                   |  | Mouvement républicain populaire                   | Maine-et-Loire                       |
|     | Emmanuel d'Astier de La Vigerie |  | Union républicaine et résistante                  | Ille-et-Vilaine                      |
|     | Jean-Hilaire Aubame             |  | Section française de l'Internationale ouvrière    | Territoire du Gabon                  |
|     | Achille Auban**                 |  | Section française de l'Internationale ouvrière    | Haute-Garonne                        |
|     | Albert Aubry                    |  | Section française de l'Internationale ouvrière    | Ille-et-Vilaine                      |
|     | Jean-Fernand Audeguil           |  | Section française de l'Internationale ouvrière    | Gironde                              |
|     | Jacques Augarde                 |  | Section française de l'Internationale ouvrière    | Départements algériens (Constantine) |
|     | Gaston Auguet                   |  | Communiste                                        | Seine                                |
|     | Louis-Paul Aujoulat             |  | Mouvement républicain populaire                   | Territoire du Cameroun               |
|     | Adolphe Aumeran                 |  | Républicains indépendants                         | Départements algériens               |
|     | Vincent Auriol***               |  | Section française de l'Internationale ouvrière    | Haute-Garonne                        |

(*) Élu député le 30 janvier 1947, en remplacement d'Alcide Benoît.
(**) En remplacement de Vincent Auriol, début du mandat le 31 janvier 1947.
(***) Élu Président de la République, démissionne le 21 janvier 1947.

## B
| Nom | Nom                            |  | Groupe                                                       | Circonscription        |
| --- | ------------------------------ |  | ------------------------------------------------------------ | ---------------------- |
|     | Raphaël Babet                  |  | Union démocratique et socialiste de la Résistance            | La Réunion             |
|     | Claudius Eugène Bachelet       |  | Républicains indépendants                                    | Saône-et-Loire         |
|     | Paul Bacon                     |  | Mouvement républicain populaire                              | Seine                  |
|     | Vincent Badie                  |  | Républicain radical et radical-socialiste                    | Hérault                |
|     | Raymond Badiou                 |  | Section française de l'Internationale ouvrière               | Haute-Garonne          |
|     | Robert Ballanger               |  | Communiste                                                   | Seine-et-Oise          |
|     | Charles Barangé                |  | Mouvement républicain populaire                              | Maine-et-Loire         |
|     | André Barbier                  |  | Républicains indépendants                                    | Vosges                 |
|     | Jacques Bardoux                |  | Centre républicain d'union paysanne et sociale               | Puy-de-Dôme            |
|     | Virgile Barel                  |  | Communiste                                                   | Alpes-Maritimes        |
|     | Edmond Barrachin               |  | Parti républicain de la liberté                              | Seine                  |
|     | Noël Barrot                    |  | Mouvement républicain populaire                              | Haute-Loire            |
|     | André Barthélémy               |  | Communiste                                                   | Jura                   |
|     | Jean Bartolini                 |  | Communiste                                                   | Var                    |
|     | André Bas                      |  | Mouvement républicain populaire                              | Haut-Rhin              |
|     | Paul Bastid                    |  | Mouvement républicain populaire                              | Seine                  |
|     | Denise Bastide                 |  | Communiste                                                   | Loire                  |
|     | Armand de Baudry d'Asson       |  | Parti républicain de la liberté                              | Vendée                 |
|     | Alexandre Baurens              |  | Section française de l'Internationale ouvrière               | Gers                   |
|     | Jean Baylet                    |  | Républicain radical et radical-socialiste                    | Tarn-et-Garonne        |
|     | Maurice Bayrou                 |  | Union démocratique et socialiste de la Résistance            | Gabon-Moyen-Congo      |
|     | Pierre Beauquier               |  | Mouvement républicain populaire                              | Territoire-de-Belfort  |
|     | Paul Béchard                   |  | Section française de l'Internationale ouvrière               | Gard                   |
|     | Émile Bèche                    |  | Section française de l'Internationale ouvrière               | Deux-Sèvres            |
|     | Raoul Becquet                  |  | Républicains indépendants                                    | Seine-Inférieure       |
|     | Lucien Bégouin                 |  | Républicain radical et radical-socialiste                    | Seine-et-Marne         |
|     | Allaoua Ben Aly Chérif         |  | Musulman indépendant pour la défense du fédéralisme algérien | Départements algériens |
|     | Hachemi Benchennouf            |  | Musulman indépendant pour la défense du fédéralisme algérien | Départements algériens |
|     | Maurice Béné                   |  | Républicain radical et radical-socialiste                    | Seine-et-Oise          |
|     | Maurice Béné                   |  | Républicain radical et radical-socialiste                    | Seine-et-Oise          |
|     | Charles Benoist                |  | Communiste                                                   | Seine-et-Oise          |
|     | Alcide Benoît*                 |  | Communiste                                                   | Marne                  |
|     | Mohamed Ben Kaddour Bentaïeb   |  | Mouvement républicain populaire                              | Départements algériens |
|     | Abderrahmane Bentounès         |  | Section française de l'Internationale ouvrière               | Départements algériens |
|     | André Béranger                 |  | Mouvement républicain populaire                              | Nièvre                 |
|     | André Béranger                 |  | Mouvement républicain populaire                              | Nièvre                 |
|     | Henry Bergasse                 |  | Parti républicain de la liberté                              | Bouches-du-Rhône       |
|     | Gilbert Berger                 |  | Communiste                                                   | Seine-et-Oise          |
|     | Henri Bergeret                 |  | Mouvement républicain populaire                              | Seine-et-Oise          |
|     | Joanny Berlioz**               |  | Communiste                                                   | Isère                  |
|     | Abel Bessac                    |  | Mouvement républicain populaire                              | Lot                    |
|     | Pierre Besset                  |  | Communiste                                                   | Puy-de-Dôme            |
|     | Robert Bétolaud                |  | Parti républicain de la liberté                              | Seine                  |
|     | Louis Beugniez                 |  | Mouvement républicain populaire                              | Pas-de-Calais          |
|     | Jacques Bianchini              |  | Section française de l'Internationale ouvrière               | Corse                  |
|     | Robert Bichet                  |  | Mouvement républicain populaire                              | Seine-et-Oise          |
|     | Georges Bidault                |  | Mouvement républicain populaire                              | Loire                  |
|     | Paul Billat***                 |  | Communiste                                                   | Isère                  |
|     | René Billères                  |  | Républicain radical et radical-socialiste                    | Hautes-Pyrénées        |
|     | François Billoux               |  | Communiste                                                   | Bouches-du-Rhône       |
|     | René Billères                  |  | Républicain radical et radical-socialiste                    | Hautes-Pyrénées        |
|     | Jean Binot                     |  | Section française de l'Internationale ouvrière               | Seine-Inférieure       |
|     | Jean Biondi                    |  | Section française de l'Internationale ouvrière               | Oise                   |
|     | Alfred Biscarlet               |  | Communiste                                                   | Haute-Loire            |
|     | Léopold Bissol                 |  | Communiste                                                   | Martinique             |
|     | Jules Blanchet                 |  | Communiste                                                   | Ain                    |
|     | Jean Blocquaux                 |  | Mouvement républicain populaire                              | Ardennes               |
|     | Albert Boccagny                |  | Communiste                                                   | Haute-Savoie           |
|     | Émile Bocquet                  |  | Mouvement républicain populaire                              | Nord                   |
|     | Barthélémy Boganda             |  | Mouvement républicain populaire                              | Oubangui-Chari         |
|     | Daniel Boisdon                 |  | Mouvement républicain populaire                              | Cher                   |
|     | Nazi Boni                      |  | Députés non-inscrits                                         | Haute-Volta            |
|     | Édouard Bonnefous              |  | Union démocratique et socialiste de la Résistance            | Seine-et-Oise          |
|     | Louis Bonnet                   |  | Mouvement républicain populaire                              | Isère                  |
|     | Florimond Bonte                |  | Communiste                                                   | Seine                  |
|     | Raoul Borra                    |  | Section française de l'Internationale ouvrière               | Départements algériens |
|     | Henriette Bosquier             |  | Mouvement républicain populaire                              | Gard                   |
|     | Patrice Bougrain               |  | Républicains indépendants                                    | Saône-et-Loire         |
|     | Jean Bouhey                    |  | Section française de l'Internationale ouvrière               | Côte-d'Or              |
|     | Messaoud Hawes Boukadoum       |  | Musulman indépendant pour la défense du fédéralisme algérien | Départements algériens |
|     | Paul Boulet                    |  | Mouvement républicain populaire                              | Hérault                |
|     | Alphonse Bouloux               |  | Communiste                                                   | Vienne                 |
|     | Louis Bour                     |  | Mouvement républicain populaire                              | Seine                  |
|     | Henri Bourbon                  |  | Communiste                                                   | Ain                    |
|     | Pierre Bourdan                 |  | Union démocratique et socialiste de la Résistance            | Seine                  |
|     | Henri Bouret                   |  | Mouvement républicain populaire                              | Côtes-du-Nord          |
|     | Maurice Bourgès-Maunoury       |  | Républicain radical et radical-socialiste                    | Haute-Garonne          |
|     | Madeleine Boutard              |  | Communiste                                                   | Indre-et-Loire         |
|     | Rémy Boutavant                 |  | Communiste                                                   | Saône-et-Loire         |
|     | Xavier Bouvier                 |  | Parti républicain de la liberté                              | Ille-et-Vilaine        |
|     | Jean-Marie Bouvier O'Cottereau |  | Parti républicain de la liberté                              | Mayenne                |
|     | Fernand Bouxom                 |  | Mouvement républicain populaire                              | Seine                  |
|     | Guy de Boysson                 |  | Communiste                                                   | Aveyron                |
|     | Amand Brault                   |  | Communiste                                                   | Oise                   |
|     | Madeleine Braun                |  | Communiste                                                   | Seine                  |
|     | Maurice Brillouet              |  | Communiste                                                   | Charente-Maritime      |
|     | Robert Bruyneel                |  | Parti républicain de la liberté                              | Loir-et-Cher           |
|     | André Burlot                   |  | Mouvement républicain populaire                              | Loir-et-Cher           |
|     | Robert Buron                   |  | Mouvement républicain populaire                              | Mayenne                |

(*) Élu Sénateur, il démissionne le 23 décembre 1946.
(**) Élu Sénateur, il démissionne le 23 décembre 1946.
(***) Élu Député, il remplace Joanny Berlioz le 20 février 1947.

## C
| Nom | Nom                        |  | Groupe                                                       | Circonscription        |
| --- | -------------------------- |  | ------------------------------------------------------------ | ---------------------- |
|     | Marcel Cachin              |  | Communiste                                                   | Seine                  |
|     | Pierre Abelin              |  | Musulman indépendant pour la défense du fédéralisme algérien | Départements algériens |
|     | Henri Caillavet            |  | Républicain radical et radical-socialiste                    | Lot-et-Garonne         |
|     | Raoul Calas                |  | Communiste                                                   | Hérault                |
|     | Raoul Calas                |  | Communiste                                                   | Pas-de-Calais          |
|     | René Camphin               |  | Communiste                                                   | Pas-de-Calais          |
|     | René Cance                 |  | Communiste                                                   | Seine-Inférieure       |
|     | Jean Capdeville            |  | Section française de l'Internationale ouvrière               | Seine-Inférieure       |
|     | René Capitant              |  | Union démocratique et socialiste de la Résistance            | Seine                  |
|     | Paul Caron                 |  | Mouvement républicain populaire                              | Pas-de-Calais          |
|     | Marius Cartier             |  | Communiste                                                   | Haute-Marne            |
|     | Marius Cartier             |  | Section française de l'Internationale ouvrière               | Drôme                  |
|     | Gilbert Cartier            |  | Mouvement républicain populaire                              | Seine-et-Oise          |
|     | Laurent Casanova           |  | Communiste                                                   | Seine-et-Marne         |
|     | Jules Castellani           |  | Union démocratique et socialiste de la Résistance            | Madagascar             |
|     | Edmond Castera             |  | Communiste                                                   | Gers                   |
|     | Jules Catoire              |  | Mouvement républicain populaire                              | Pas-de-Calais          |
|     | Jean Catrice               |  | Mouvement républicain populaire                              | Nord                   |
|     | Jean Cayeux                |  | Mouvement républicain populaire                              | Seine                  |
|     | Raymond Cayol              |  | Mouvement républicain populaire                              | Bouches-du-Rhône       |
|     | Roger Cerclier             |  | Section française de l'Internationale ouvrière               | Creuse                 |
|     | Paul Cermolacce            |  | Mouvement républicain populaire                              | Bouches-du-Rhône       |
|     | Joseph Cerny               |  | Communiste                                                   | Aude                   |
|     | Aimé Césaire               |  | Communiste                                                   | Martinique             |
|     | Jacques Chaban-Delmas      |  | Républicain radical et radical-socialiste                    | Gironde                |
|     | Jean Chamant               |  | Républicains indépendants                                    | Yonne                  |
|     | Robert Chambeiron          |  | Union républicaine et résistante                             | Vosges                 |
|     | Gilbert de Chambrun        |  | Union républicaine et résistante                             | Lozère                 |
|     | Paulette Charbonnel-Duteil |  | Communiste                                                   | Aisne                  |
|     | Gaston Charlet             |  | Section française de l'Internationale ouvrière               | Haute-Vienne           |
|     | Jean Charlot               |  | Section française de l'Internationale ouvrière               | Var                    |
|     | René Charpentier           |  | Mouvement républicain populaire                              | Marne                  |
|     | Joannès Charpin            |  | Mouvement républicain populaire                              | Rhône                  |
|     | Eugène Chassaing           |  | Républicain radical et radical-socialiste                    | Puy-de-Dôme            |
|     | Jacques Chastellain        |  | Républicains indépendants                                    | Seine-Inférieure       |
|     | Clément Chausson           |  | Communiste                                                   | Corrèze                |
|     | Bertrand Chautard          |  | Mouvement républicain populaire                              | Ardèche                |
|     | Gaston Chaze               |  | Section française de l'Internationale ouvrière               | Basses-Pyrénées        |
|     | Said Mohamed Cheikh        |  | Union démocratique et socialiste de la Résistance            | Comores                |
|     | Marcel Cherrier            |  | Communiste                                                   | Cher                   |
|     | Fernand Chevalier          |  | Parti républicain de la liberté                              | Départements algériens |
|     | Pierre Chevallier          |  | Union démocratique et socialiste de la Résistance            | Loiret                 |
|     | Louis Chevallier           |  | Mouvement républicain populaire                              | Indre                  |
|     | Jacques Chevallier         |  | Républicains indépendants                                    | Départements algériens |
|     | Pierre de Chevigné         |  | Mouvement républicain populaire                              | Basses-Pyrénées        |
|     | Angèle Chevrin             |  | Communiste                                                   | Cher                   |
|     | Jacques Chombart de Lauwe  |  | Républicains indépendants                                    | Loire-Inférieure       |
|     | Louis Christiaens          |  | Républicains indépendants                                    | Nord                   |
|     | Gabriel Citerne            |  | Communiste                                                   | Deux-Sèvres            |
|     | Isabelle Claeys            |  | Communiste                                                   | Nord                   |
|     | Eugène Claudius-Petit      |  | Union démocratique et socialiste de la Résistance            | Loire                  |
|     | Michel Clemenceau          |  | Parti républicain de la liberté                              | Seine-et-Marne         |
|     | Pierre Clostermann         |  | Union démocratique et socialiste de la Résistance            | Bas-Rhin               |
|     | Lucien Coffin              |  | Section française de l'Internationale ouvrière               | Cher                   |
|     | Georges Cogniot            |  | Communiste                                                   | Seine                  |
|     | André Colin                |  | Mouvement républicain populaire                              | Finistère              |
|     | Georges Mahaman Condat     |  | Union démocratique et socialiste de la Résistance            | Niger                  |
|     | Denis Cordonnier           |  | Section française de l'Internationale ouvrière               | Nord                   |
|     | Paul Coste-Floret          |  | Mouvement républicain populaire                              | Hérault                |
|     | Alfred Coste-Floret        |  | Mouvement républicain populaire                              | Haute-Garonne          |
|     | Alfred Costes              |  | Communiste                                                   | Seine                  |
|     | Pierre Cot                 |  | Union républicaine et résistante                             | Savoie                 |
|     | René Coty                  |  | Républicains indépendants                                    | Seine-Inférieure       |
|     | Georges Coudray            |  | Mouvement républicain populaire                              | Ille-et-Vilaine        |
|     | Ouezzin Coulibaly          |  | Union républicaine et résistante                             | Côte d'Ivoire          |
|     | Pierre Courant             |  | Républicains indépendants                                    | Seine-Inférieure       |
|     | Paul Couston               |  | Mouvement républicain populaire                              | Vaucluse               |
|     | Jean Cristofol             |  | Communiste                                                   | Bouches-du-Rhône       |
|     | Ambroise Croizat           |  | Communiste                                                   | Seine                  |
|     | Jean Crouzier              |  | Parti républicain de la liberté                              | Meurthe-et-Moselle     |
|     | Gabriel Cudenet            |  | Républicain radical et radical-socialiste                    | Aude                   |

## D
| Nom | Nom                         |  | Groupe                                         | Circonscription        |
| --- | --------------------------- |  | ---------------------------------------------- | ---------------------- |
|     | Léon Dagain                 |  | Section française de l'Internationale ouvrière | Nièvre                 |
|     | Édouard Daladier            |  | Républicain radical et radical-socialiste      | Vaucluse               |
|     | Léon-Gontran Damas          |  | Section française de l'Internationale ouvrière | Guyane                 |
|     | Marcel Darou                |  | Section française de l'Internationale ouvrière | Nord                   |
|     | Julie Darras                |  | Communiste                                     | Pas-de-Calais          |
|     | Gaston Dassonville          |  | Communiste                                     | Pas-de-Calais          |
|     | Marcel David                |  | Section française de l'Internationale ouvrière | Landes                 |
|     | Jean-Paul David             |  | Républicain radical et radical-socialiste      | Seine-et-Oise          |
|     | Gaston Defferre             |  | Section française de l'Internationale ouvrière | Bouches-du-Rhône       |
|     | Joseph Defos du Rau         |  | Mouvement républicain populaire                | Landes                 |
|     | Lucien Degoutte             |  | Républicain radical et radical-socialiste      | Rhône                  |
|     | Germaine Degrond            |  | Section française de l'Internationale ouvrière | Seine-et-Oise          |
|     | Maurice Deixonne            |  | Section française de l'Internationale ouvrière | Tarn                   |
|     | Joseph Delachenal           |  | Républicains indépendants                      | Savoie                 |
|     | Eugène Delahoutre           |  | Mouvement républicain populaire                | Oise                   |
|     | Yvon Delbos                 |  | Républicain radical et radical-socialiste      | Dordogne               |
|     | François Delcos             |  | Républicain radical et radical-socialiste      | Pyrénées-Orientales    |
|     | Antoine Demusois            |  | Communiste                                     | Seine-et-Oise          |
|     | Joseph Denais               |  | Parti républicain de la liberté                | Seine                  |
|     | André Denis                 |  | Mouvement républicain populaire                | Dordogne               |
|     | Alphonse Denis              |  | Communiste                                     | Haute-Vienne           |
|     | Édouard Depreux             |  | Section française de l'Internationale ouvrière | Seine                  |
|     | Jamel Derdour               |  | Députés non-inscrits                           | Départements algériens |
|     | Jean Deshors                |  | Centre républicain d'union paysanne et sociale | Haute-Loire            |
|     | Charles Desjardins          |  | Parti républicain de la liberté                | Aisne                  |
|     | Guy Desson                  |  | Section française de l'Internationale ouvrière | Ardennes               |
|     | Roger Devemy                |  | Mouvement républicain populaire                | Saône-et-Loire         |
|     | Paul Devinat                |  | Républicain radical et radical-socialiste      | Saône-et-Loire         |
|     | Pierre Dezarnaulds          |  | Républicain radical et radical-socialiste      | Loiret                 |
|     | Pierre Dhers                |  | Mouvement républicain populaire                | Drôme                  |
|     | Yacine Diallo               |  | Section française de l'Internationale ouvrière | Guinée                 |
|     | Marie-Madeleine Dienesch    |  | Mouvement républicain populaire                | Côtes-du-Nord          |
|     | Joseph Dixmier              |  | Centre républicain d'union paysanne et sociale | Puy-de-Dôme            |
|     | Abderrahmane Djemad         |  | Communiste                                     | Départements algériens |
|     | Pierre Dominjon             |  | Mouvement républicain populaire                | Ain                    |
|     | Alexandre Douala Manga Bell |  | Mouvement républicain populaire                | Cameroun               |
|     | Isabelle Sureau             |  | Communiste                                     | Vienne                 |
|     | Pierre Doutrellot           |  | Section française de l'Internationale ouvrière | Somme                  |
|     | Eugène Doyen                |  | Communiste                                     | Nord                   |
|     | Lucien Draveny              |  | Section française de l'Internationale ouvrière | Marne                  |
|     | Pierre Dreyfus-Schmidt      |  | Union républicaine et résistante               | Territoire de Belfort  |
|     | René Dubois                 |  | Parti républicain de la liberté                | Loire-Inférieure       |
|     | Jean Duclos                 |  | Communiste                                     | Seine-et-Oise          |
|     | Jacques Duclos              |  | Communiste                                     | Seine                  |
|     | Amand Duforest              |  | Mouvement républicain populaire                | Sarthe                 |
|     | André Dufour                |  | Communiste                                     | Isère                  |
|     | Joseph Dumas                |  | Mouvement républicain populaire                | Seine                  |
|     | Jean-Louis Dumet            |  | Communiste                                     | Creuse                 |
|     | Gérard Duprat               |  | Communiste                                     | Lot-et-Garonne         |
|     | Joannès Dupraz              |  | Mouvement républicain populaire                | Indre-et-Loire         |
|     | Joséphine Dupuis            |  | Mouvement républicain populaire                | Seine                  |
|     | Marceau Dupuy               |  | Républicain radical et radical-socialiste      | Gironde                |
|     | Marc Dupuy                  |  | Communiste                                     | Gironde                |
|     | Jules Duquesne              |  | Mouvement républicain populaire                | Nord                   |
|     | Jean Durroux                |  | Section française de l'Internationale ouvrière | Ariège                 |
|     | Roger Dusseaulx             |  | Mouvement républicain populaire                | Seine-Inférieure       |
|     | Lucien Dutard               |  | Communiste                                     | Dordogne               |
|     | Roger Duveau                |  | Mouvement républicain populaire                | Madagascar             |
|     | Eugénie Duvernois           |  | Communiste                                     | Seine-et-Oise          |

## E
| Nom | Nom           |  | Groupe                                         | Circonscription |
| --- | ------------- |  | ---------------------------------------------- | --------------- |
|     | Pierre Elain  |  | Mouvement républicain populaire                | Mayenne         |
|     | Jean Errecart |  | Mouvement républicain populaire                | Basses-Pyrénées |
|     | Just Évrard   |  | Section française de l'Internationale ouvrière | Pas-de-Calais   |

## F
| Nom | Nom                       |  | Groupe                                            | Circonscription        |
| --- | ------------------------- |  | ------------------------------------------------- | ---------------------- |
|     | Alexis Fabre              |  | Républicain radical et radical-socialiste         | Aude                   |
|     | Yves Fagon                |  | Mouvement républicain populaire                   | Seine                  |
|     | Étienne Fajon             |  | Communiste                                        | Seine                  |
|     | Roger Faraud              |  | Section française de l'Internationale ouvrière    | Charente-Maritime      |
|     | Philippe Farine           |  | Mouvement républicain populaire                   | Basses-Alpes           |
|     | Auguste Farinez           |  | Mouvement républicain populaire                   | Vosges                 |
|     | Edgar Faure               |  | Républicain radical et radical-socialiste         | Jura                   |
|     | Étienne Fauvel            |  | Mouvement républicain populaire                   | Manche                 |
|     | Pierre Fayet              |  | Communiste                                        | Départements algériens |
|     | Jean Félix-Tchicaya       |  | Union républicaine et résistante                  | Moyen-Congo            |
|     | Henri Fiévez              |  | Communiste                                        | Nord                   |
|     | Maurice Finet             |  | Mouvement républicain populaire                   | Seine-et-Oise          |
|     | Jenny Flachier            |  | Communiste                                        | Drôme                  |
|     | Anselme Florand           |  | Section française de l'Internationale ouvrière    | Creuse                 |
|     | Jacques Fonlupt-Espéraber |  | Mouvement républicain populaire                   | Haut-Rhin              |
|     | Albert Forcinal           |  | Union démocratique et socialiste de la Résistance | Eure                   |
|     | Emmanuel Fouyet           |  | Mouvement républicain populaire                   | Finistère              |
|     | Germaine François         |  | Communiste                                        | Nièvre                 |
|     | Édouard Frédéric-Dupont   |  | Parti républicain de la liberté                   | Seine                  |
|     | Maurice Fredet            |  | Parti républicain de la liberté                   | Eure-et-Loir           |
|     | Édouard Froment           |  | Section française de l'Internationale ouvrière    | Ardèche                |
|     | Jacques Furaud            |  | Section française de l'Internationale ouvrière    | Charente               |

## G
| Nom | Nom                           |  | Groupe                                            | Circonscription    |
| --- | ----------------------------- |  | ------------------------------------------------- | ------------------ |
|     | Pierre Gabelle                |  | Mouvement républicain populaire                   | Loiret             |
|     | Roger Gaborit                 |  | Républicain radical et radical-socialiste         | Charente-Maritime  |
|     | Mathilde Gabriel-Péri         |  | Communiste                                        | Seine-et-Oise      |
|     | Félix Gaillard                |  | Républicain radical et radical-socialiste         | Charente           |
|     | Émilienne Galicier            |  | Communiste                                        | Nord               |
|     | Henri Gallet                  |  | Mouvement républicain populaire                   | Vienne             |
|     | Georges Galy-Gasparrou        |  | Républicain radical et radical-socialiste         | Ariège             |
|     | Roger Garaudy                 |  | Communiste                                        | Tarn               |
|     | Joseph Garavel                |  | Républicain radical et radical-socialiste         | Isère              |
|     | Félix Garcia                  |  | Communiste                                        | Landes             |
|     | Pierre Garet                  |  | Mouvement républicain populaire                   | Somme              |
|     | Albert Gau                    |  | Mouvement républicain populaire                   | Aude               |
|     | André Gautier                 |  | Communiste                                        | Seine-et-Marne     |
|     | Jacques Gavini                |  | Républicains indépendants                         | Corse              |
|     | Francisque Gay                |  | Mouvement républicain populaire                   | Seine              |
|     | Albert Gazier                 |  | Section française de l'Internationale ouvrière    | Seine              |
|     | Maurice Genest                |  | Communiste                                        | Eure-et-Loir       |
|     | Jean de Geoffre de Chabrignac |  | Parti républicain de la liberté                   | Maine-et-Loire     |
|     | Raymond Gernez                |  | Section française de l'Internationale ouvrière    | Nord               |
|     | Roger Gervolino               |  | Union démocratique et socialiste de la Résistance | Nouvelle-Calédonie |
|     | Paul Giacobbi                 |  | Républicain radical et radical-socialiste         | Corse              |
|     | Edmond Ginestet               |  | Communiste                                        | Aveyron            |
|     | Denise Ginollin               |  | Communiste                                        | Seine              |
|     | Arthur Giovoni                |  | Communiste                                        | Corse              |
|     | Rosan Girard                  |  | Communiste                                        | Guadeloupe         |
|     | Pierre Girardot               |  | Communiste                                        | Basses-Alpes       |
|     | André-Jean Godin              |  | Républicain radical et radical-socialiste         | Somme              |
|     | Georges Gorse                 |  | Section française de l'Internationale ouvrière    | Vendée             |
|     | Georges Gosnat                |  | Communiste                                        | Charente-Maritime  |
|     | Paul Gosset                   |  | Mouvement républicain populaire                   | Nord               |
|     | Jean Goudoux                  |  | Communiste                                        | Corrèze            |
|     | Henri Gouge                   |  | Communiste                                        | Loire-Inférieure   |
|     | Félix Gouin                   |  | Section française de l'Internationale ouvrière    | Bouches-du-Rhône   |
|     | Robert Gourdon                |  | Section française de l'Internationale ouvrière    | Gard               |
|     | Gilles Gozard                 |  | Section française de l'Internationale ouvrière    | Allier             |
|     | Paul Greffier                 |  | Communiste                                        | Eure               |
|     | Fernand Grenier               |  | Communiste                                        | Seine              |
|     | Jacques Grésa                 |  | Communiste                                        | Haute-Garonne      |
|     | Henri-Louis Grimaud           |  | Mouvement républicain populaire                   | Isère              |
|     | Antonin Gros                  |  | Communiste                                        | Hérault            |
|     | Jean Grousseaud               |  | Parti républicain de la liberté                   | Seine              |
|     | Rose Guérin                   |  | Communiste                                        | Seine              |
|     | Maurice Guérin                |  | Mouvement républicain populaire                   | Rhône              |
|     | Lucie Guérin                  |  | Communiste                                        | Seine-Inférieure   |
|     | Raymond Guesdon               |  | Section française de l'Internationale ouvrière    | Orne               |
|     | Louis Guiguen                 |  | Communiste                                        | Morbihan           |
|     | Paul Guilbert                 |  | Mouvement républicain populaire                   | Manche             |
|     | André Guillant                |  | Mouvement républicain populaire                   | Eure               |
|     | Georges Guille                |  | Section française de l'Internationale ouvrière    | Aude               |
|     | Jean Guillon                  |  | Communiste                                        | Indre-et-Loire     |
|     | Louis Guillou                 |  | Mouvement républicain populaire                   | Finistère          |
|     | Henri Guissou                 |  | Députés non-inscrits                              | Haute-Volta        |
|     | Jean Guitton                  |  | Section française de l'Internationale ouvrière    | Loire-Inférieure   |
|     | Joseph Guyomard               |  | Mouvement républicain populaire                   | Morbihan           |
|     | Jean-Raymond Guyon            |  | Section française de l'Internationale ouvrière    | Gironde            |
|     | Raymond Guyot                 |  | Communiste                                        | Seine              |

## H
| Nom | Nom                     |  | Groupe                                         | Circonscription |
| --- | ----------------------- |  | ---------------------------------------------- | --------------- |
|     | Émile Halbout           |  | Mouvement républicain populaire                | Orne            |
|     | Hamani Diori            |  | Députés non-inscrits                           | Niger           |
|     | Marcel Hamon            |  | Communiste                                     | Côtes-du-Nord   |
|     | Yves Helleu             |  | Mouvement républicain populaire                | Allier          |
|     | Pierre Hénault          |  | Parti républicain de la liberté                | Manche          |
|     | Henri Henneguelle       |  | Section française de l'Internationale ouvrière | Pas-de-Calais   |
|     | Édouard Herriot         |  | Républicain radical et radical-socialiste      | Rhône           |
|     | Marcelle Hertzog-Cachin |  | Communiste                                     | Seine           |
|     | Pierre Hervé            |  | Communiste                                     | Finistère       |
|     | Horma Ould Babana       |  | Section française de l'Internationale ouvrière | Mauritanie      |
|     | Félix Houphouët-Boigny  |  | Union républicaine et résistante               | Côte d'Ivoire   |
|     | Jean Hubert             |  | Mouvement républicain populaire                | Seine           |
|     | Auguste Hugonnier       |  | Communiste                                     | Rhône           |
|     | Émile Hugues            |  | Républicain radical et radical-socialiste      | Alpes-Maritimes |
|     | André Hugues            |  | Républicain radical et radical-socialiste      | Seine           |
|     | Henri Hulin             |  | Mouvement républicain populaire                | Aisne           |
|     | André Huraux            |  | Communiste                                     | Seine           |
|     | Lucien Hussel           |  | Section française de l'Internationale ouvrière | Isère           |
|     | Paul Hutin-Desgrées     |  | Mouvement républicain populaire                | Morbihan        |

## I
| Nom | Nom        |  | Groupe                          | Circonscription |
| --- | ---------- |  | ------------------------------- | --------------- |
|     | Paul Ihuel |  | Mouvement républicain populaire | Morbihan        |

## J
| Nom | Nom                 |  | Groupe                                         | Circonscription        |
| --- | ------------------- |  | ---------------------------------------------- | ---------------------- |
|     | Louis Jacquinot     |  | Républicains indépendants                      | Meuse                  |
|     | René Jadfard        |  | Section française de l'Internationale ouvrière | Guyane                 |
|     | Gérard Jaquet       |  | Section française de l'Internationale ouvrière | Seine                  |
|     | Henri Jeanmot       |  | Républicain radical et radical-socialiste      | Départements algériens |
|     | Auguste Joubert     |  | Parti républicain de la liberté                | Doubs                  |
|     | Géraud Jouve        |  | Section française de l'Internationale ouvrière | Cantal                 |
|     | Pierre Juge         |  | Communiste                                     | Tarn-et-Garonne        |
|     | Jean-Jacques Juglas |  | Mouvement républicain populaire                | Seine                  |
|     | Alfred Jules-Julien |  | Républicain radical et radical-socialiste      | Rhône                  |
|     | Gaston Julian       |  | Communiste                                     | Hautes-Alpes           |
|     | Pierre July         |  | Parti républicain de la liberté                | Eure-et-Loir           |

## K
| Nom | Nom                       |  | Groupe                                            | Circonscription        |
| --- | ------------------------- |  | ------------------------------------------------- | ---------------------- |
|     | Philippe Kaboré-Zinda     |  | Union républicaine et résistante                  | Côte d'Ivoire          |
|     | Michel Kauffmann          |  | Union démocratique et socialiste de la Résistance | Bas-Rhin               |
|     | Mohamed Khider            |  | Députés non-inscrits                              | Départements algériens |
|     | Félix Kir                 |  | Républicains indépendants                         | Côte-d'Or              |
|     | Mamadou Konaté            |  | Union républicaine et résistante                  | Soudan                 |
|     | Maurice Kriegel-Valrimont |  | Communiste                                        | Meurthe-et-Moselle     |
|     | Alfred Krieger            |  | Union démocratique et socialiste de la Résistance | Moselle                |
|     | René Kuehn                |  | Union démocratique et socialiste de la Résistance | Haut-Rhin              |

## L
| Nom | Nom                         |  | Groupe                                                       | Circonscription          |
| --- | --------------------------- |  | ------------------------------------------------------------ | ------------------------ |
|     | Waldeck L'Huillier          |  | Communiste                                                   | Seine                    |
|     | Jean Labrosse               |  | Mouvement républicain populaire                              | Var                      |
|     | Henri Lacaze                |  | Mouvement républicain populaire                              | Tarn-et-Garonne          |
|     | Robert Lacoste              |  | Section française de l'Internationale ouvrière               | Dordogne                 |
|     | Albert Lalle                |  | Républicains indépendants                                    | Côte-d'Or                |
|     | Charles Lamarque-Cando      |  | Section française de l'Internationale ouvrière               | Landes                   |
|     | Marie Lambert               |  | Communiste                                                   | Finistère                |
|     | Lucien Lambert              |  | Communiste                                                   | Bouches-du-Rhône         |
|     | Émile Lambert               |  | Mouvement républicain populaire                              | Doubs                    |
|     | Solange Lamblin             |  | Mouvement républicain populaire                              | Seine                    |
|     | Mohamed Lamine Debaghine    |  | Députés non-inscrits                                         | Départements algériens   |
|     | Amadou Lamine-Gueye         |  | Section française de l'Internationale ouvrière               | Sénégal                  |
|     | René Lamps                  |  | Communiste                                                   | Somme                    |
|     | Adolphe Landry              |  | Républicain radical et radical-socialiste                    | Corse                    |
|     | Joseph Laniel               |  | Parti républicain de la liberté                              | Calvados                 |
|     | Pierre-Olivier Lapie        |  | Section française de l'Internationale ouvrière               | Meurthe-et-Moselle       |
|     | Pierre Lareppe              |  | Communiste                                                   | Ardennes                 |
|     | Ghalamallah Laribi          |  | Musulman indépendant pour la défense du fédéralisme algérien | Départements algériens   |
|     | Dominique-Antoine Laurelli  |  | Mouvement républicain populaire                              | Saint-Pierre-et-Miquelon |
|     | Camille Laurens             |  | Centre républicain d'union paysanne et sociale               | Cantal                   |
|     | Augustin Laurent            |  | Section française de l'Internationale ouvrière               | Nord                     |
|     | Clément Lavergne            |  | Communiste                                                   | Cantal                   |
|     | Jean Le Bail                |  | Section française de l'Internationale ouvrière               | Haute-Vienne             |
|     | Auguste Le Coënt            |  | Communiste                                                   | Côtes-du-Nord            |
|     | Jean Le Coutaller           |  | Section française de l'Internationale ouvrière               | Morbihan                 |
|     | Hélène Le Jeune             |  | Communiste                                                   | Côtes-du-Nord            |
|     | Étienne Le Sassier-Boisauné |  | Républicains indépendants                                    | Orne                     |
|     | Joseph Le Sciellour         |  | Mouvement républicain populaire                              | Maine-et-Loire           |
|     | André Le Troquer            |  | Section française de l'Internationale ouvrière               | Seine                    |
|     | Joseph Lecacheux            |  | Parti républicain de la liberté                              | Manche                   |
|     | Auguste Lecœur              |  | Communiste                                                   | Pas-de-Calais            |
|     | Robert Lecourt              |  | Mouvement républicain populaire                              | Seine                    |
|     | Albert Lécrivain-Servoz     |  | Mouvement républicain populaire                              | Rhône                    |
|     | Francis Leenhardt           |  | Section française de l'Internationale ouvrière               | Bouches-du-Rhône         |
|     | Francine Lefébvre           |  | Mouvement républicain populaire                              | Seine                    |
|     | Hubert Lefèvre-Pontalis     |  | Parti républicain de la liberté                              | Sarthe                   |
|     | Jean Legendre               |  | Parti républicain de la liberté                              | Oise                     |
|     | Max Lejeune                 |  | Section française de l'Internationale ouvrière               | Bouches-du-Rhône         |
|     | Rachel Lempereur            |  | Section française de l'Internationale ouvrière               | Nord                     |
|     | André Lenormand             |  | Communiste                                                   | Calvados                 |
|     | Léon de Lepervanche         |  | Communiste                                                   | La Réunion               |
|     | André Lescorat              |  | Mouvement républicain populaire                              | Lot-et-Garonne           |
|     | Henri Lespès                |  | Mouvement républicain populaire                              | Seine-et-Marne           |
|     | Jean Letourneau             |  | Mouvement républicain populaire                              | Sarthe                   |
|     | Marcel Levindrey            |  | Section française de l'Internationale ouvrière               | Aisne                    |
|     | Camille Lhuissier           |  | Section française de l'Internationale ouvrière               | Mayenne                  |
|     | Émile Liquard               |  | Mouvement républicain populaire                              | Gironde                  |
|     | Gabriel Lisette             |  | Union républicaine et résistante                             | Tchad                    |
|     | Philippe Livry-Level        |  | Mouvement républicain populaire                              | Calvados                 |
|     | Jean Llante                 |  | Communiste                                                   | Aude                     |
|     | Kléber Loustau              |  | Section française de l'Internationale ouvrière               | Loir-et-Cher             |
|     | Jean-Marie Louvel           |  | Mouvement républicain populaire                              | Calvados                 |
|     | Henri Lozeray               |  | Communiste                                                   | Cher                     |
|     | Maurice Lucas               |  | Mouvement républicain populaire                              | Manche                   |
|     | Charles Lussy               |  | Section française de l'Internationale ouvrière               | Vaucluse                 |

## M
| Nom | Nom                       |  | Groupe                                                       | Circonscription            |
| --- | ------------------------- |  | ------------------------------------------------------------ | -------------------------- |
|     | Adrien Mabrut             |  | Section française de l'Internationale ouvrière               | Puy-de-Dôme                |
|     | Clovis Macouin            |  | Parti républicain de la liberté                              | Deux-Sèvres                |
|     | Fernand Maillocheau       |  | Communiste                                                   | Vienne                     |
|     | René Malbrant             |  | Union démocratique et socialiste de la Résistance            | Oubangui-Chari-Tchad       |
|     | Alfred Malleret-Joinville |  | Communiste                                                   | Seine                      |
|     | Henri Mallez              |  | Républicains indépendants                                    | Nord                       |
|     | Robert Manceau            |  | Communiste                                                   | Sarthe                     |
|     | Raymond Marcellin         |  | Parti républicain de la liberté                              | Morbihan                   |
|     | André Marie               |  | Républicain radical et radical-socialiste                    | Seine-Inférieure           |
|     | Louis Marin               |  | Républicains indépendants                                    | Meurthe-et-Moselle         |
|     | André Maroselli           |  | Républicain radical et radical-socialiste                    | Haute-Saône                |
|     | Louis Martel              |  | Mouvement républicain populaire                              | Haute-Savoie               |
|     | Henri Martel              |  | Communiste                                                   | Nord                       |
|     | Jean Martine              |  | Communiste                                                   | Côte française des Somalis |
|     | Jean Martineau            |  | Mouvement républicain populaire                              | Loire-Inférieure           |
|     | André Marty               |  | Communiste                                                   | Seine                      |
|     | Jean Masson               |  | Républicain radical et radical-socialiste                    | Haute-Marne                |
|     | Albert Masson             |  | Communiste                                                   | Loire                      |
|     | Albert Maton              |  | Communiste                                                   | Nord                       |
|     | Augustin Maurellet        |  | Section française de l'Internationale ouvrière               | Charente                   |
|     | Fernand Mauroux           |  | Mouvement républicain populaire                              | Gers                       |
|     | René Mayer                |  | Républicain radical et radical-socialiste                    | Départements algériens     |
|     | Daniel Mayer              |  | Section française de l'Internationale ouvrière               | Seine                      |
|     | Jean Mazel                |  | Mouvement républicain populaire                              | Lozère                     |
|     | Antoine Mazier            |  | Section française de l'Internationale ouvrière               | Côtes-du-Nord              |
|     | Pierre Mazuez             |  | Section française de l'Internationale ouvrière               | Saône-et-Loire             |
|     | Henri Meck                |  | Mouvement républicain populaire                              | Bas-Rhin                   |
|     | Jean Médecin              |  | Union démocratique et socialiste de la Résistance            | Alpes-Maritimes            |
|     | Alexis Méhaignerie        |  | Mouvement républicain populaire                              | Ille-et-Vilaine            |
|     | Ahmed Mekki-Bezzeghoud    |  | Musulman indépendant pour la défense du fédéralisme algérien | Départements algériens     |
|     | Pierre Mendès France      |  | Républicain radical et radical-socialiste                    | Eure                       |
|     | François de Menthon       |  | Mouvement républicain populaire                              | Haute-Savoie               |
|     | André-François Mercier    |  | Mouvement républicain populaire                              | Deux-Sèvres                |
|     | André Mercier             |  | Communiste                                                   | Oise                       |
|     | Pierre Métayer            |  | Section française de l'Internationale ouvrière               | Seine-et-Oise              |
|     | Mathilde Méty             |  | Communiste                                                   | Rhône                      |
|     | Pierre Meunier            |  | Union républicaine et résistante                             | Côte-d'Or                  |
|     | Jean Meunier              |  | Section française de l'Internationale ouvrière               | Indre-et-Loire             |
|     | Ahmed Mezerna             |  | Députés non-inscrits                                         | Départements algériens     |
|     | Louis Michaud             |  | Mouvement républicain populaire                              | Vendée                     |
|     | Victor Michaut            |  | Communiste                                                   | Seine-Inférieure           |
|     | Maurice Michel            |  | Communiste                                                   | Drôme                      |
|     | Edmond Michelet           |  | Mouvement républicain populaire                              | Corrèze                    |
|     | Lucien Midol              |  | Communiste                                                   | Seine-et-Oise              |
|     | Jean Milcent              |  | Députés non-inscrits                                         | Aisne                      |
|     | Jean Minjoz               |  | Section française de l'Internationale ouvrière               | Doubs                      |
|     | François Mitterrand       |  | Union démocratique et socialiste de la Résistance            | Nièvre                     |
|     | Jules Moch                |  | Section française de l'Internationale ouvrière               | Hérault                    |
|     | Édouard Moisan            |  | Mouvement républicain populaire                              | Loire-Inférieure           |
|     | Mohamed Mokhtari          |  | Communiste                                                   | Départements algériens     |
|     | Guy Mollet                |  | Section française de l'Internationale ouvrière               | Pas-de-Calais              |
|     | Raymond Mondon            |  | Union démocratique et socialiste de la Résistance            | Moselle                    |
|     | Philippe Monin            |  | Républicains indépendants                                    | Orne                       |
|     | Constant Monjaret         |  | Mouvement républicain populaire                              | Côtes-du-Nord              |
|     | Claude Mont               |  | Mouvement républicain populaire                              | Loire                      |
|     | Eugène Montagnier         |  | Communiste                                                   | Rhône                      |
|     | André Monteil             |  | Mouvement républicain populaire                              | Finistère                  |
|     | Pierre Montel             |  | Parti républicain de la liberté                              | Rhône                      |
|     | Robert Montillot          |  | Parti républicain de la liberté                              | Haute-Saône                |
|     | Prosper Môquet            |  | Communiste                                                   | Yonne                      |
|     | Albert Mora               |  | Communiste                                                   | Basses-Pyrénées            |
|     | Georges Morand            |  | Communiste                                                   | Maine-et-Loire             |
|     | Jean Moreau               |  | Républicains indépendants                                    | Yonne                      |
|     | André Morice              |  | Républicain radical et radical-socialiste                    | Loire-Inférieure           |
|     | Vincent de Moro-Giafferi  |  | Républicain radical et radical-socialiste                    | Seine                      |
|     | Pierre Mouchet            |  | Mouvement républicain populaire                              | Haute-Savoie               |
|     | Raymond Moussu            |  | Mouvement républicain populaire                              | Indre-et-Loire             |
|     | Roland de Moustier        |  | Parti républicain de la liberté                              | Doubs                      |
|     | Marius Moutet             |  | Section française de l'Internationale ouvrière               | Drôme                      |
|     | Adrien Mouton             |  | Communiste                                                   | Bouches-du-Rhône           |
|     | André Moynet              |  | Républicains indépendants                                    | Saône-et-Loire             |
|     | Auguste Mudry             |  | Communiste                                                   | Savoie                     |
|     | Pierre Muller             |  | Communiste                                                   | Moselle                    |
|     | Arthur Musmeaux           |  | Communiste                                                   | Nord                       |
|     | André Mutter              |  | Députés non-inscrits                                         | Aube                       |

## N
| Nom | Nom                    |  | Groupe                                         | Circonscription     |
| --- | ---------------------- |  | ---------------------------------------------- | ------------------- |
|     | Marcel-Edmond Naegelen |  | Section française de l'Internationale ouvrière | Bas-Rhin            |
|     | Hélène Nautré          |  | Communiste                                     | Marne               |
|     | Raymonde Nédelec       |  | Communiste                                     | Bouches-du-Rhône    |
|     | Jules Ninine           |  | Section française de l'Internationale ouvrière | Cameroun            |
|     | Robert Nisse           |  | Républicains indépendants                      | Nord                |
|     | Marcel Noël            |  | Communiste                                     | Aube                |
|     | André Noël             |  | Mouvement républicain populaire                | Puy-de-Dôme         |
|     | Louis Noguères         |  | Section française de l'Internationale ouvrière | Pyrénées-Orientales |

## O
| Nom | Nom               |  | Groupe                                   | Circonscription                      |
| --- | ----------------- |  | ---------------------------------------- | ------------------------------------ |
|     | Philippe Olmi     |  | Républicain d'action paysanne et sociale | Alpes-Maritimes                      |
|     | Pouvanaa Oopa     |  | Députés non-inscrits                     | Établissements français de l'Océanie |
|     | Louis Orvoën      |  | Mouvement républicain populaire          | Finistère                            |
|     | Mamadou Ouedraogo |  | Députés non-inscrits                     | Haute-Volta                          |

## P
| Nom | Nom                               |  | Groupe                                            | Circonscription        |
| --- | --------------------------------- |  | ------------------------------------------------- | ---------------------- |
|     | Jean-Paul Palewski                |  | Mouvement républicain populaire                   | Seine-et-Oise          |
|     | Paul Pantaloni                    |  | Républicains indépendants                         | Départements algériens |
|     | Marius Patinaud                   |  | Communiste                                        | Loire                  |
|     | Marcel Paul                       |  | Communiste                                        | Haute-Vienne           |
|     | Gabriel Paul                      |  | Communiste                                        | Finistère              |
|     | Bernard Paumier                   |  | Communiste                                        | Loir-et-Cher           |
|     | René Penoy                        |  | Mouvement républicain populaire                   | Ardennes               |
|     | Hilaire Perdon                    |  | Communiste                                        | Seine-Inférieure       |
|     | Yves Péron                        |  | Communiste                                        | Dordogne               |
|     | Guy Petit                         |  | Centre républicain d'union paysanne et sociale    | Basses-Pyrénées        |
|     | Albert Petit                      |  | Communiste                                        | Seine                  |
|     | Maurice Petsche                   |  | Républicain d'action paysanne et sociale          | Hautes-Alpes           |
|     | Marcel Peyrat                     |  | Communiste                                        | Indre                  |
|     | Germaine Peyroles                 |  | Mouvement républicain populaire                   | Seine-et-Oise          |
|     | Michel Peytel                     |  | Parti républicain de la liberté                   | Seine                  |
|     | Pierre Pflimlin                   |  | Mouvement républicain populaire                   | Bas-Rhin               |
|     | André Philip                      |  | Section française de l'Internationale ouvrière    | Rhône                  |
|     | André Pierrard                    |  | Communiste                                        | Nord                   |
|     | Henri Pierre Grouès (Abbé Pierre) |  | Mouvement républicain populaire                   | Meurthe-et-Moselle     |
|     | Antoine Pinay                     |  | Républicains indépendants                         | Loire                  |
|     | François Pinçon                   |  | Mouvement républicain populaire                   | Mayenne                |
|     | Christian Pineau                  |  | Section française de l'Internationale ouvrière    | Sarthe                 |
|     | Georges Pirot                     |  | Communiste                                        | Indre                  |
|     | René Pleven                       |  | Union démocratique et socialiste de la Résistance | Côtes-du-Nord          |
|     | Marcel Poimbœuf                   |  | Mouvement républicain populaire                   | Vosges                 |
|     | Germaine Poinso-Chapuis           |  | Mouvement républicain populaire                   | Bouches-du-Rhône       |
|     | Maurice Poirot                    |  | Section française de l'Internationale ouvrière    | Vosges                 |
|     | Abel Poulain                      |  | Section française de l'Internationale ouvrière    | Pas-de-Calais          |
|     | Pierre Poumadère                  |  | Communiste                                        | Ariège                 |
|     | Henri Pourtalet                   |  | Communiste                                        | Alpes-Maritimes        |
|     | Jean-Antoine Pourtier             |  | Union démocratique et socialiste de la Résistance | Puy-de-Dôme            |
|     | Marcel Pouyet                     |  | Section française de l'Internationale ouvrière    | Allier                 |
|     | Renée Prévert                     |  | Mouvement républicain populaire                   | Ille-et-Vilaine        |
|     | Robert Prigent                    |  | Mouvement républicain populaire                   | Nord                   |
|     | Jean Pronteau                     |  | Communiste                                        | Charente               |
|     | Louis Prot                        |  | Communiste                                        | Somme                  |

## Q
| Nom | Nom              |  | Groupe                                    | Circonscription        |
| --- | ---------------- |  | ----------------------------------------- | ---------------------- |
|     | Henri Queuille   |  | Républicain radical et radical-socialiste | Corrèze                |
|     | François Quilici |  | Républicains indépendants                 | Départements algériens |

## R
| Nom | Nom                     |  | Groupe                                            | Circonscription        |
| --- | ----------------------- |  | ------------------------------------------------- | ---------------------- |
|     | Maria Rabaté            |  | Communiste                                        | Seine                  |
|     | Jacques Rabemananjara   |  | Députés non-inscrits                              | Madagascar             |
|     | Maurice Rabier          |  | Section française de l'Internationale ouvrière    | Départements algériens |
|     | Paul Ramadier           |  | Section française de l'Internationale ouvrière    | Aveyron                |
|     | Jules Ramarony          |  | Députés non-inscrits                              | Gironde                |
|     | Arthur Ramette          |  | Communiste                                        | Nord                   |
|     | Édouard Ramonet         |  | Républicain radical et radical-socialiste         | Indre                  |
|     | Joseph Raseta           |  | Députés non-inscrits                              | Madagascar             |
|     | Étienne de Raulin       |  | Union démocratique et socialiste de la Résistance | Seine                  |
|     | Joseph Ravoahangy       |  | Députés non-inscrits                              | Madagascar             |
|     | Jean Raymond-Laurent    |  | Mouvement républicain populaire                   | Manche                 |
|     | Antoine Chalvet de Récy |  | Républicains indépendants                         | Pas-de-Calais          |
|     | Eugène Reeb             |  | Section française de l'Internationale ouvrière    | Finistère              |
|     | René Regaudie           |  | Section française de l'Internationale ouvrière    | Haute-Vienne           |
|     | François Reille-Soult   |  | Mouvement républicain populaire                   | Tarn                   |
|     | Adrien Renard           |  | Communiste                                        | Aisne                  |
|     | Joseph Renaud           |  | Députés non-inscrits                              | Saône-et-Loire         |
|     | Auguste Rencurel        |  | Républicain radical et radical-socialiste         | Départements algériens |
|     | Paul Reynaud            |  | Républicains indépendants                         | Nord                   |
|     | Renée Reyraud           |  | Communiste                                        | Gironde                |
|     | Paul Ribeyre            |  | Républicain d'action paysanne et sociale          | Ardèche                |
|     | Georges Ricou           |  | Section française de l'Internationale ouvrière    | Mayenne                |
|     | Eugène Rigal            |  | Mouvement républicain populaire                   | Seine                  |
|     | Albert Rigal            |  | Communiste                                        | Loiret                 |
|     | Germain Rincent         |  | Section française de l'Internationale ouvrière    | Aube                   |
|     | Paul Rivet              |  | Section française de l'Internationale ouvrière    | Seine                  |
|     | Gilberte Roca           |  | Communiste                                        | Gard                   |
|     | Waldeck Rochet          |  | Communiste                                        | Saône-et-Loire         |
|     | Marcel Roclore          |  | Républicains indépendants                         | Côte-d'Or              |
|     | Louis Rollin            |  | Parti républicain de la liberté                   | Seine                  |
|     | Raymond Roques          |  | Mouvement républicain populaire                   | Haute-Garonne          |
|     | Marcel Rosenblatt       |  | Communiste                                        | Bas-Rhin               |
|     | Roger Roucaute          |  | Communiste                                        | Ardèche                |
|     | Gabriel Roucaute        |  | Communiste                                        | Gard                   |
|     | Jean Rougier            |  | Section française de l'Internationale ouvrière    | Lot                    |
|     | Henri Roulon            |  | Parti républicain de la liberté                   | Aube                   |
|     | Charles Rousseau        |  | Parti républicain de la liberté                   | Vendée                 |
|     | Hubert Ruffe            |  | Communiste                                        | Lot-et-Garonne         |
|     | Marcelle Rumeau         |  | Communiste                                        | Haute-Garonne          |

## S
| Nom | Nom                         |  | Groupe                                                       | Circonscription                   |
| --- | --------------------------- |  | ------------------------------------------------------------ | --------------------------------- |
|     | Marc Sangnier               |  | Mouvement républicain populaire                              | Seine                             |
|     | Mamba Sano                  |  | Union républicaine et résistante                             | Guinée                            |
|     | Lambert Saravane            |  | Députés non-inscrits                                         | Établissements français de l’Inde |
|     | Jean Sauder                 |  | Mouvement républicain populaire                              | Moselle                           |
|     | André Savard                |  | Communiste                                                   | Meuse                             |
|     | Joseph Schaff               |  | Mouvement républicain populaire                              | Moselle                           |
|     | Charles Schauffler          |  | Parti républicain de la liberté                              | Seine                             |
|     | Anne-Marie Schell           |  | Communiste                                                   | Moselle                           |
|     | Marc Scherer                |  | Mouvement républicain populaire                              | Haute-Marne                       |
|     | Robert Schmidt              |  | Mouvement républicain populaire                              | Haute-Vienne                      |
|     | René Schmitt                |  | Section française de l'Internationale ouvrière               | Manche                            |
|     | Albert Schmitt              |  | Mouvement républicain populaire                              | Bas-Rhin                          |
|     | Pierre Schneiter            |  | Mouvement républicain populaire                              | Marne                             |
|     | Robert Schuman              |  | Mouvement républicain populaire                              | Moselle                           |
|     | Maurice Schumann            |  | Mouvement républicain populaire                              | Nord                              |
|     | Pierre Ségelle              |  | Section française de l'Internationale ouvrière               | Loiret                            |
|     | Léopold Sedar Senghor       |  | Section française de l'Internationale ouvrière               | Sénégal                           |
|     | Charles Serre               |  | Mouvement républicain populaire                              | Départements algériens            |
|     | Marcel Servin               |  | Communiste                                                   | Haute-Saône                       |
|     | Olivier de Sesmaisons       |  | Parti républicain de la liberté                              | Loire-Inférieure                  |
|     | Louis Siefridt              |  | Mouvement républicain populaire                              | Seine-Inférieure                  |
|     | Alain Signor                |  | Communiste                                                   | Finistère                         |
|     | Joseph Sigrist              |  | Mouvement républicain populaire                              | Bas-Rhin                          |
|     | Jean Silvandre              |  | Section française de l'Internationale ouvrière               | Soudan                            |
|     | Maurice Simonnet            |  | Mouvement républicain populaire                              | Drôme                             |
|     | Paul Sion                   |  | Section française de l'Internationale ouvrière               | Pas-de-Calais                     |
|     | Fily-Dabo Sissoko           |  | Section française de l'Internationale ouvrière               | Soudan                            |
|     | Amar Smaïl                  |  | Musulman indépendant pour la défense du fédéralisme algérien | Départements algériens            |
|     | Jean Solinhac               |  | Mouvement républicain populaire                              | Aveyron                           |
|     | Jean Sourbet                |  | Députés non-inscrits                                         | Gironde                           |
|     | Alice Sportisse Gomez-Nadal |  | Communiste                                                   | Départements algériens            |

## T
| Nom | Nom                       |  | Groupe                                         | Circonscription     |
| --- | ------------------------- |  | ---------------------------------------------- | ------------------- |
|     | Clément Taillade          |  | Mouvement républicain populaire                | Tarn                |
|     | François Tanguy-Prigent   |  | Section française de l'Internationale ouvrière | Finistère           |
|     | Pierre-Henri Teitgen      |  | Mouvement républicain populaire                | Ille-et-Vilaine     |
|     | Henri Teitgen             |  | Mouvement républicain populaire                | Gironde             |
|     | Emmanuel Temple           |  | Républicains indépendants                      | Aveyron             |
|     | Jean Terpend-Ordassière   |  | Mouvement républicain populaire                | Isère               |
|     | Louis Terrenoire          |  | Mouvement républicain populaire                | Orne                |
|     | Henri Thamier             |  | Communiste                                     | Lot                 |
|     | Paul Theeten              |  | Républicains indépendants                      | Nord                |
|     | Édouard Thibault          |  | Mouvement républicain populaire                | Gard                |
|     | Jules Thiriet             |  | Mouvement républicain populaire                | Moselle             |
|     | Eugène Thomas             |  | Section française de l'Internationale ouvrière | Nord                |
|     | Claude Thoral             |  | Mouvement républicain populaire                | Cher                |
|     | Maurice Thorez            |  | Communiste                                     | Seine               |
|     | René Thuillier            |  | Communiste                                     | Aisne               |
|     | Charles Tillon            |  | Communiste                                     | Seine               |
|     | Jean-Louis Tinaud         |  | Mouvement républicain populaire                | Basses-Pyrénées     |
|     | Lionel de Tinguy du Pouët |  | Mouvement républicain populaire                | Vendée              |
|     | Marie Tony-Révillon       |  | Républicain radical et radical-socialiste      | Ain                 |
|     | Étienne Toublanc          |  | Centre républicain d'union paysanne et sociale | Loire-Inférieure    |
|     | Auguste Touchard          |  | Communiste                                     | Seine               |
|     | Jean Toujas               |  | Communiste                                     | Hautes-Pyrénées     |
|     | André Tourné              |  | Communiste                                     | Pyrénées-Orientales |
|     | Auguste Tourtaud          |  | Communiste                                     | Creuse              |
|     | Raymond Triboulet         |  | Républicains indépendants                      | Calvados            |
|     | Jean Tricart              |  | Communiste                                     | Haute-Vienne        |
|     | Pierre Truffaut           |  | Mouvement républicain populaire                | Charente-Maritime   |

## V
| Nom | Nom                             |  | Groupe                                            | Circonscription        |
| --- | ------------------------------- |  | ------------------------------------------------- | ---------------------- |
|     | Marie-Claude Vaillant-Couturier |  | Communiste                                        | Seine                  |
|     | Gabriel Valay                   |  | Mouvement républicain populaire                   | Bouches-du-Rhône       |
|     | Paul Valentino                  |  | Section française de l'Internationale ouvrière    | Guadeloupe             |
|     | Alexandre Varenne               |  | Union démocratique et socialiste de la Résistance | Puy-de-Dôme            |
|     | Henri Védrines                  |  | Communiste                                        | Allier                 |
|     | Gérard Vée                      |  | Section française de l'Internationale ouvrière    | Yonne                  |
|     | Jacques Vendroux                |  | Mouvement républicain populaire                   | Pas-de-Calais          |
|     | Raymond Vergès                  |  | Communiste                                        | La Réunion             |
|     | Jeannette Vermeersch            |  | Communiste                                        | Seine                  |
|     | Paul Verneyras                  |  | Mouvement républicain populaire                   | Seine                  |
|     | Emmanuel Véry-Hermence          |  | Section française de l'Internationale ouvrière    | Martinique             |
|     | Paul Viard                      |  | Mouvement républicain populaire                   | Départements algériens |
|     | Charles Viatte                  |  | Mouvement républicain populaire                   | Jura                   |
|     | Christian Vieljeux              |  | Parti républicain de la liberté                   | Charente-Maritime      |
|     | Andrée Viénot                   |  | Section française de l'Internationale ouvrière    | Ardennes               |
|     | Jean Villard                    |  | Mouvement républicain populaire                   | Rhône                  |
|     | Pierre Villon                   |  | Communiste                                        | Allier                 |
|     | Maurice Viollette               |  | Union démocratique et socialiste de la Résistance | Eure-et-Loir           |
|     | Jean Vuillaume                  |  | Mouvement républicain populaire                   | Meuse                  |

## W
| Nom | Nom                  |  | Groupe                                            | Circonscription |
| --- | -------------------- |  | ------------------------------------------------- | --------------- |
|     | Jean Wagner          |  | Section française de l'Internationale ouvrière    | Haut-Rhin       |
|     | Joseph Wasmer        |  | Mouvement républicain populaire                   | Haut-Rhin       |
|     | Marie-Louise Weber   |  | Mouvement républicain populaire                   | Haut-Rhin       |
|     | Étienne Weill-Raynal |  | Section française de l'Internationale ouvrière    | Oise            |
|     | Camille Wolff        |  | Union démocratique et socialiste de la Résistance | Bas-Rhin        |

## Y
| Nom | Nom         |  | Groupe                          | Circonscription |
| --- | ----------- |  | ------------------------------- | --------------- |
|     | Joseph Yvon |  | Mouvement républicain populaire | Morbihan        |

## Z
| Nom | Nom                 |  | Groupe     | Circonscription   |
| --- | ------------------- |  | ---------- | ----------------- |
|     | Maximilien Zigliara |  | RRRS       | Algérie française |
|     | Michel Zunino       |  | Communiste | Var               |

## Remplacements
| Nom du député               | Motif                      | Date de fin de mandat | Remplaçant                 | Date     | Observations            |
| --------------------------- | -------------------------- | --------------------- | -------------------------- | -------- | ----------------------- |
| Yves Helleu                 | Décès                      | 19/11/46              | Octave Amiot               | 28/11/46 | Validé en remplacement  |
| Alcide Benoît               | Démission                  | 23/12/46              | Yves Angeletti             | 30/01/47 | Validé en remplacement  |
| Joanny Berlioz              | Démission, devenu sénateur | 23/12/46              | Paul Billat                | 20/02/47 | Validé en remplacement  |
| Alphonse Bouloux            | Démission                  | 23/12/46              | Isabelle Douteau           | 30/01/47 | Validée en remplacement |
| Nestor Calonne              | Démission                  | 23/12/46              | Julie Darras               | 28/01/47 | Validée en remplacement |
| Gaston Charlet              | Démission                  | 23/12/46              | René Regaudie              | 30/01/47 | Validé en remplacement  |
| Auguste Le Coënt            | Démission                  | 23/12/46              | Hélène Le Jeune            | 31/01/47 | Validée en remplacement |
| Étienne Le Sassier-Boisauné | Démission                  | 23/12/46              | Émile Halbout              | 28/01/47 | Validé en remplacement  |
| Henri Martel                | Démission                  | 23/12/46              | Henri Fiévez               | 30/01/47 | Validé en remplacement  |
| Pierre Muller               | Démission                  | 23/12/46              | Anne-Marie Schell          | 30/01/47 | Validée en remplacement |
| Christian Vieljeux          | Démission                  | 23/12/46              | Max Brusset                | 31/01/47 | Validé en remplacement  |
| Vincent Auriol              | Démission                  | 21/01/47              | Achille Auban              | 31/01/47 | Validée en remplacement |
| Pierre Dhers                | Élection annulée           | 11/02/47              | Pierre Dhers               | 30/03/47 | Élection complémentaire |
| Jenny Flachier              | Élection annulée           | 11/02/47              | Marcel Cartier             | 30/03/47 | Élection complémentaire |
| Maurice Michel              | Élection annulée           | 11/02/47              | Maurice Michel             | 30/03/47 | Élection complémentaire |
| Marius Moutet               | Élection annulée           | 11/02/47              | Maurice Simonnet           | 30/03/47 | Élection complémentaire |
| Alexandre Varenne           | Décès                      | 16/02/47              | Jean-Antoine Pourtier      | 13/03/47 | Validé en remplacement  |
| Joseph Cerny                | Démission                  | 28/02/47              | Jean Llante                | 14/03/47 | Validé en remplacement  |
| Philippe Kaboré Zinda       | Décès                      | 25/05/47              | Néant                      |          |                         |
| Dominique-Antoine Laurelli  | Élection invalidée         | 22/07/47              | Dominique-Antoine Laurelli | 28/09/47 | Élection complémentaire |
| René Jadfard                | Décès                      | 09/11/47              | Léon-Gontran Damas         | 10/02/48 | Validé en remplacement  |
| Andrée Viénot               | Démission                  | 13/11/47              | Guy Desson                 | 03/12/47 | Validé en remplacement  |
| Daniel Boisdon              | Démission                  | 16/11/47              | Claude Thoral              | 26/01/48 | Validé en remplacement  |
| Camille Lhuissier           | Décès                      | 18/01/48              | Georges Ricou              | 10/02/48 | Validé en remplacement  |
| François Pinçon             | Démission                  | 20/03/48              | Pierre Elain               | 01/06/48 | Validé en remplacement  |
| Marcel Paul                 | Démission                  | 20/04/48              | Jean Tricart               | 19/05/48 | Validé en remplacement  |
| Yves Angeletti              | Démission                  | 01/06/48              | Hélène Nautré              | 12/06/48 | Validée en remplacement |
| Pierre Hervé                | Démission                  | 15/06/48              | Marie Lambert              | 15/07/48 | Validée en remplacement |
| Néant                       | Haute-Volta                |                       | Nazi Boni                  | 27/06/48 | Élection complémentaire |
| Néant                       | Haute-Volta                |                       | Henri Guissou              | 27/06/48 | Élection complémentaire |
| Néant                       | Haute-Volta                |                       | Mamadou Ouedraogo          | 27/06/48 | Élection complémentaire |
| Néant                       | Niger                      |                       | Georges Mahaman Condat     | 27/06/48 | Élection complémentaire |
| Pierre Bourdan              | Décès                      | 13/07/48              | André Hugues               | 30/11/48 | Validé en remplacement  |
| Guy de Boysson              | Démission                  | 01/09/48              | Edmond Ginestet            | 15/09/48 | Validé en remplacement  |
| Joseph Lecacheux            | Démission                  | 16/11/48              | Pierre Hénault             | 03/11/49 | Validé en remplacement  |
| Antoine Demusois            | Démission                  | 19/11/48              | Eugène Alliot              | 17/12/48 | Validé en remplacement  |
| René Coty                   | Démission                  | 19/11/48              | Raoul Becquet              | 17/12/48 | Validé en remplacement  |
| René Dubois                 | Démission                  | 24/11/48              | Étienne Toublanc           | 17/12/48 | Validé en remplacement  |
| Paul Béchard                | Démission                  | 02/12/48              | Robert Gourdon             | 17/12/48 | Validé en remplacement  |
| Gabriel Cudenet             | Décès                      | 19/12/48              | Alexis Fabre               | 20/01/49 | Validé en remplacement  |
| Mathilde Méty               | Démission                  | 18/01/49              | Auguste Hugonnier          | 27/01/49 | Validé en remplacement  |
| Eugène Doyen                | Démission                  | 14/04/49              | Isabelle Claeys            | 29/06/49 | Validée en remplacement |
| Patrice Bougrain            | Démission                  | 13/10/49              | Joseph Renaud              | 03/11/49 | Validé en remplacement  |
| Joseph Renaud               | Démission                  | 03/11/49              | Claudius Eugène Bachelet   | 21/12/49 | Validé en remplacement  |
| Georges Ahnne               | Décès                      | 03/10/49              | Pouvanaa Oopa              | 08/12/49 | Validé en remplacement  |
| Henri Lozeray               | Démission                  | 14/03/50              | Angèle Chevrin             | 31/03/50 | Validée en remplacement |
| Marc Sangnier               | Décès                      | 30/05/50              | Jean Hubert                | 21/06/50 | Validé en remplacement  |
| Georges Archidice           | Démission                  | 17/10/50              | Jean Rougier               | 11/11/50 | Validé en remplacement  |
| Jean Biondi                 | Décès                      | 10/11/50              | Étienne Weill-Raynal       | 02/12/50 | Validé en remplacement  |
| Roger Cerclier              | Décès                      | 15/11/50              | Paul Pauly                 |          | Validé en remplacement  |
| Paul Pauly                  | Démission                  | 06/12/50              | Anselme Florand            | 22/12/50 | Validé en remplacement  |
| Jacques Chevallier          | Démission                  | 23/01/51              | Maximilien Zigliara        | 17/03/51 | Validé en remplacement  |
| Charles Desjardins          | Décès                      | 06/02/51              | Jean Milcent               | 23/02/51 | Validé en remplacement  |
| Ambroise Croizat            | Décès                      | 11/02/51              | André Huraux               | 16/03/51 | Validé en remplacement  |
| Paul Giacobbi               | Décès                      | 05/04/51              | Jean Landry                | 21/05/51 | Validé en remplacement  |
| Charles Schauffler          | Décès                      | 04/05/51              | Jean Grousseaud            | 17/05/51 | Validé en remplacement  |

## Annexe